# Galapagosvåge
Galapagosvågen (Buteo galapagoensis) er en stor rovfugl i slægten ægte våger som kun findes på Galapagosøerne.
Arten omfatter eksemplarer på størrelse med de nordamerikanske arter rødhalet våge og prærievåge, men kan som mange andre dyr og fugle på Galapagos variere meget i størrelse. Den er målt fra 45 cm til 58 cm i længden hos voksne fugle, mens vingefanget varierer fra 115 cm til 140 cm IUCN kategoriserer arten som truet.